# Carlos Nogueira

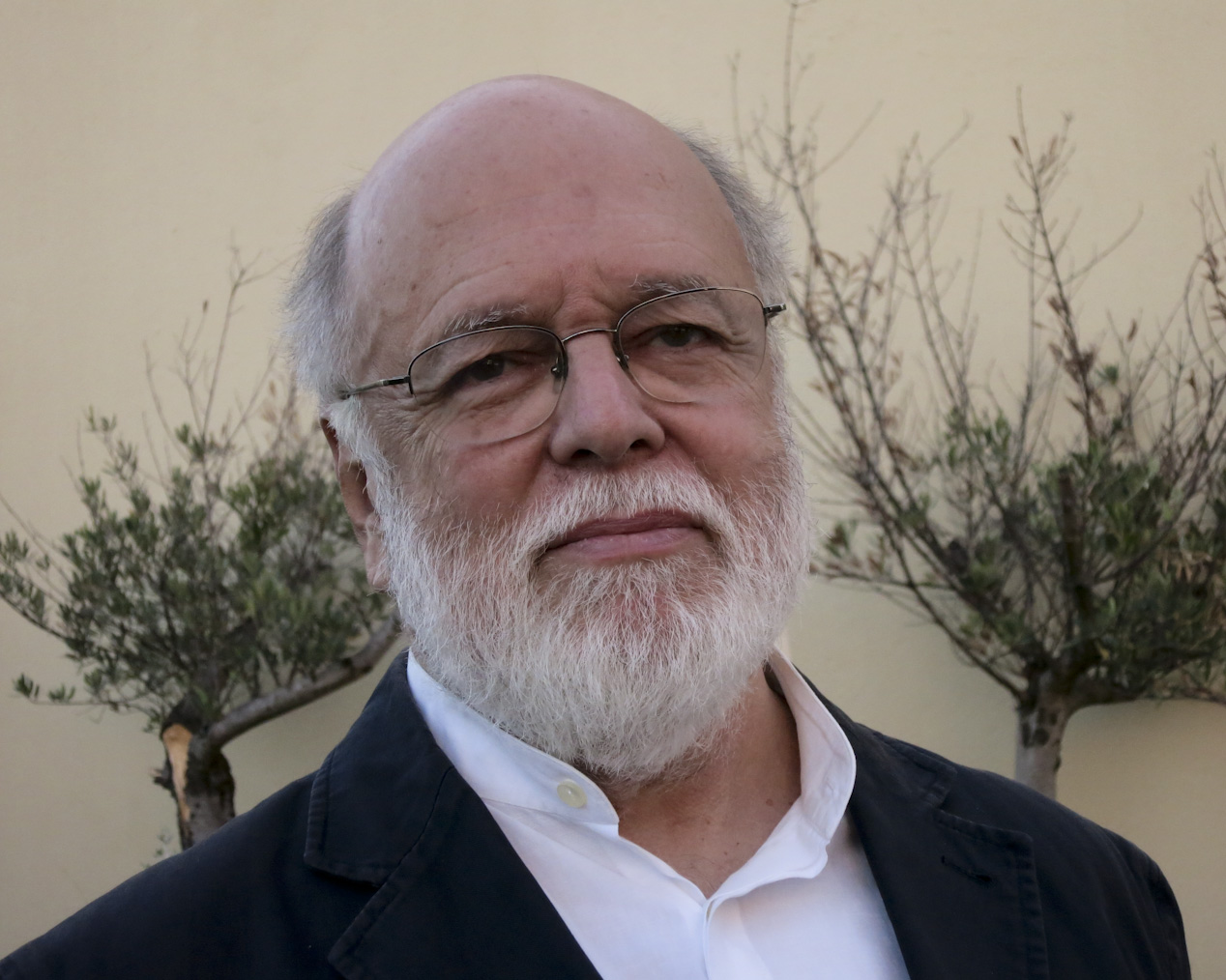
Carlos Nogueira

Carlos Nogueira (* 1947 in Lourenço Marques, heute Maputo, Mosambik) ist ein zeitgenössischer portugiesischer Künstler.

## Leben und Wirken
Carlos Nogueira wurde in Lourenço Marques, das damals die Hauptstadt von Portugiesisch-Ostafrika war, geboren. Er studierte Bildhauerei und Malerei an den Kunstakademien von Lissabon und Porto. Ab 1998 lehrte er als Gastprofessor für Architektur an der Autonomen Universität Lissabon.
Bei der Kunstbiennale in Vila Nova de Cerveira 1980 wurde Nogueira mit dem Prémio Camões ausgezeichnet. 1986 vertrat er Portugal auf der Kunstbiennale in Venedig, 1996 auf der Architekturtriennale in Mailand und 2004 bei der Skulptur-Quadriennale in Riga.
Einzelausstellungen fanden in Lissabon (u. a. 2002 Centro de Arte Moderna Gulbenkian), Rio de Janeiro (1997 Museu Nacional de Belas Artes) und Santo Tirso statt. Werke des Künstlers befinden sich unter anderem im Museu de Arte Contemporânea in Porto, Museu Calouste Gulbenkian in Lissabon, dem Museo Reina Sofia in Madrid sowie an der Universität von Brighton.
Der Künstler lebt in Lissabon.

## Kunst
Zum Gesamtwerk von Nogueira gehören große Rauminstallationen, Plastiken, Performances, Assemblagen, Collagen und Fotografien.
Der Künstler verwendet unter anderem Eisen, Glas und Holz als Materialien.
In seinem Werk ist die Symbiose aus Architektur und Skulptur, Licht und Zeit, Platz und Körper sowie Wort und Vorstellung zu finden.

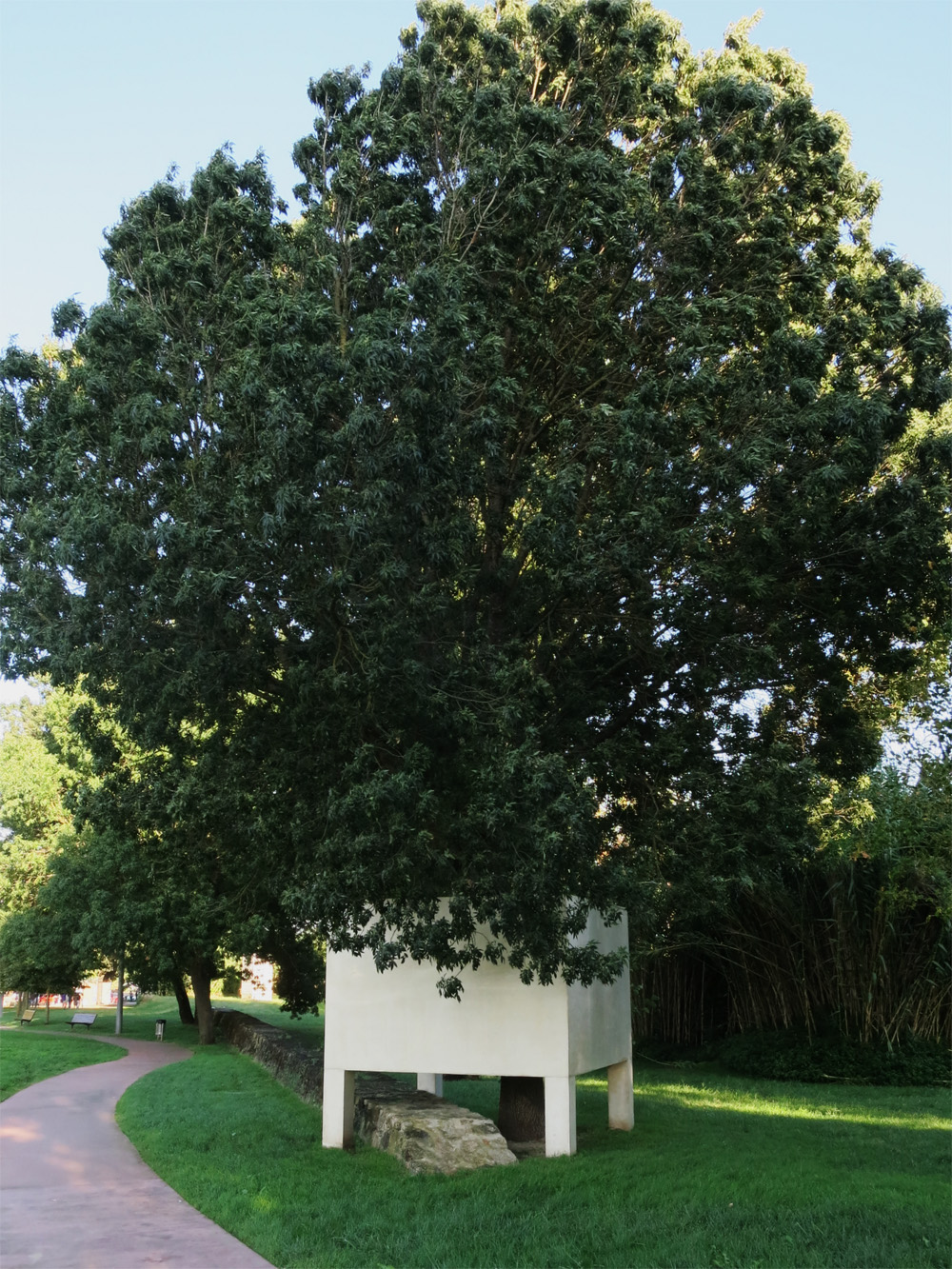
Casa quadrada com árvore dentro, Skulpturenpark Vila Nova da Barquinha, 2012
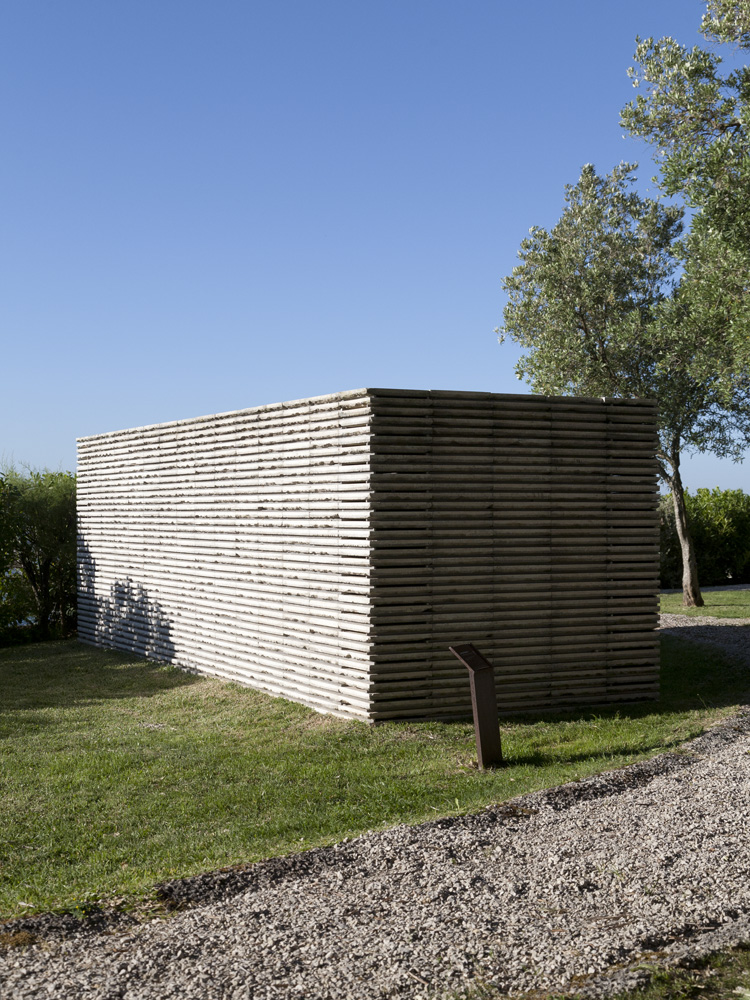
Mais longe e límpido ao longo, Stahl, Glas, Zementfliese